# Baldred Rock
Baldred Rock är en kulle i Antarktis. Den ligger på Laurie Island i Sydorkneyöarna. Argentina och Storbritannien gör anspråk på området. Toppen på Baldred Rock är 235 meter över havet, eller 220 meter över den omgivande terrängen. Bredden vid basen är 2,2 km.
Terrängen runt Baldred Rock är huvudsakligen kuperad, men den allra närmaste omgivningen är platt. Havet är nära Baldred Rock österut. Trakten är obefolkad.